# Damot Pulasa
Damot Pulasa (en wolaitta : Daamota Pullaasa, en amharique : ዳሞት ፑላሳ) est un woreda du sud de l'Éthiopie situé dans la zone Wolayita. Ce district a 105 157 habitants en 2007 et fait partie de la région des nations, nationalités et peuples du Sud jusqu'au transfert de la zone dans la région Éthiopie du Sud en août 2023.
Bordé à l'est et au sud par Damot Gale, à l'ouest par Boloso Sore et au nord par Mirab et Misraq Badawacho,, Damot Pulasa s'est détaché de Damot Gale au cours des années 2000[réf. souhaitée].
Son chef-lieu est la ville de Shanto. 

## Données démographiques
Le recensement national de 2007 fait état de 105 157 habitants dans le district dont 5 % de citadins qui sont les 5 346 habitants de Shanto. Près de 74 % des habitants du district sont protestants, 17 % sont catholiques et 8 % sont orthodoxes.
En 2022, sa population est estimée à 144 197 personnes avec une densité de population de 874 personnes par km2 et 165 km2 de superficie.